# Liste der Einträge im National Register of Historic Places im Taylor County (West Virginia)
Diese Liste der Einträge im National Register of Historic Places im Taylor County (West Virginia) enthält alle im Taylor County, West Virginia in das National Register of Historic Places eingetragenen Gebäude, Bauwerke, Objekte, Stätten oder historischen Distrikte.
Diese Liste entspricht dem Bearbeitungsstand des National Park Service/National Register of Historic Places vom 27. September 2024.

## Legende
| NRHP | Historic Place             |
| NHL  | National Historic Landmark |
| HD   | National Historic District |

## Aktuelle Einträge
| [ 2 ] | Name                                          | Bild                                          | Eintragsdatum                 | Lage                                                                              | Ort     | Beschreibung |
| ----- | --------------------------------------------- | --------------------------------------------- | ----------------------------- | --------------------------------------------------------------------------------- | ------- | ------------ |
| 1     | Andrews Methodist Church                      | Andrews Methodist Church                      | 18. Dez. 1970 ID-Nr. 70000667 | 11 E. Main St. 39° 20′ 27″ N, 80° 1′ 7″ W                                         | Grafton |              |
| 2     | Clelland House                                | Clelland House                                | 23. Juni 1980 ID-Nr. 80004043 | in der Nähe der County Route 250/4 39° 23′ 38″ N, 80° 9′ 10″ W                    | Grafton |              |
| 3     | Grafton Downtown Commercial Historic District | Grafton Downtown Commercial Historic District | 9. Apr. 1984 ID-Nr. 84003675  | Main und Latrobe Sts., zwischen Bridge und St. Mary's 39° 20′ 25″ N, 80° 1′ 16″ W | Grafton |              |
| 4     | Grafton National Cemetery                     | weitere Bilder                                | 19. Feb. 1982 ID-Nr. 82004330 | 431 Walnut St. 39° 20′ 15″ N, 80° 1′ 57″ W                                        | Grafton |              |
| 5     | Anna Jarvis House                             | Anna Jarvis House                             | 29. Mai 1979 ID-Nr. 79002601  | U.S. Route 119 und U.S. Route 250 39° 17′ 37″ N, 80° 2′ 39″ W                     | Webster |              |
| 6     | Tygart River Reservoir Dam                    | weitere Bilder                                | 23. Juni 1995 ID-Nr. 95000763 | am Tygart Valley River, südlich von Grafton 39° 18′ 41″ N, 80° 1′ 58″ W           | Grafton |              |